# RAMAC 305
RAMAC 305 foi o primeiro computador eletrônico com disco rígido fabricado no mundo, construído pela empresa norte-americana IBM no ano de 1960.
Seu intuito era levar em consideração as informações e o crescimento tecnológico da época. A IBM lançou esta unidade com disco rígido para substituir a unidade de fita, até então usada na época. As novas unidades, as mais modernas para a época, eram formadas por cinqüenta discos de 24 polegadas, que permitia aos operadores uma gravação de 4,4 megabytes de dados e o custo para tal armazenamento era feito por financiamentos anuais de 35 mil dólares.